# Нордхаузен
Нордхаузен (на немски: Nordhausen) е окръжен град в Тюрингия, Германия до южен Харц с 41 839 жители (към 31 декември 2013).
Наблизо до Нордхаузен се намират големите градове Гьотинген (ок. 60 km), Ерфурт (ок. 61 km), Хале/Заале (ок. 81 km), Брауншвайг (ок. 87 km) и Магдебург (ок. 91 km). През града тече река Зорге.
Нордхаузен е споменат през 927 г. за пръв път в документ и до 1802 г. е свободен имперски град.